# 12051 Pícha
(12051) Pícha, denumire internațională (12051) Picha, este un asteroid din centura principală de asteroizi.

## Descriere
12051 Pícha este un asteroid din centura principală de asteroizi. A fost descoperit pe 2 mai 1997 la Observatorul din Ondřejov de Lenka Šarounová. Asteroidul prezintă o orbită caracterizată de o semiaxă mare de 2,31 ua, o excentricitate de 0,17 și o înclinație de 9,4° în raport cu ecliptica.